# П'єр Чан
Доктор П'єр Чан (англ. Dr. Pierre Chang) — вигаданий персонаж і один з другорядних героїв американського телесеріалу каналу ABC Загублені, роль якого виконав Франсуа Шо. Чан — один з учених DHARMA Initiative і батько Майлза Штрома. Його перші появи були в відеороликах про станції DHARM'и, які уцілілі знаходили і переглядали. Він також був відомий під псевдонімами: Марк Вікмунд (англ. Mark Wickmund), Марвін Кендл (англ. Marvin Candle) Едгар Голліуокс (англ. Edgar Halliwax). Після інциденту у п'ятому сезоні доля Чана залишилася невідомою.

## Біографія
Доктор П'єр Чан був членом DHARMA Initiative, у нього була дружина Лара і маленький син Майлз. У 1977 році, після того, як інша працівниця по імені Емі народила, Чан зайняв її місце, щоб зустріти нових робітників. Серед новачків виявляються уцілівші з 2008 року, які потрапили в минуле через тимчасові стрибки на острові. У їх числі і дорослий син Чана Майлз Стром. Ще одна людина з майбутнього, Деніел Фарадей, намагався пояснити докторові Чану, що Майлз — його син, П'єр це заперечував, бо не вірив у всі ці тимчасові переміщення. Однак він знав, що він його батько. Одного разу Герлі намагався розговорити батька і сина, натякаючи на те, що їм варто більше спілкуватися, але безуспішно.
Пізніше один робочий призводить Чана на Орхідею, яка знаходиться в стадії будівництва. Чоловіки під землею зіпсували 6 бурових головок, намагаючись просвердлити непробивну стіну. Бригадир говорить Чану, що за стіною є порожній простір, який вони зуміли сфотографувати. На роздруківці можна побачити заморожене колесо. Чан пояснює, що за стіною знаходиться безмежна кількість енергії, за допомогою якої можна маніпулювати часом. Він віддає розпорядження зупинити всі роботи і йде, натикаючись на Фарадея, одягненого у форму простого робітника. («Тому що ви попливли», 1-а серія 5-го сезону)
Фарадей наздоганяє його і просить евакуювати усіх людей з Острова найближчим часом. Він каже, що незабаром на станції «Лебідь» із-за бурового механізму робочі Дарми вивільнять енергію, котра в 30.000 разів перевищує знайдену на станції «Орхідея». Чан відмовився вірити йому і тоді Фарадей зізнався, що прибув з майбутнього. Як доказ він навів рівняння зі свого щоденника, а також те, що Майлз — це дорослий син П'єра. Майлз не став підтверджувати цю інформацію і доктор Чан поїхав. («Змінна»)
Пізніше П'єр Чан побачив як Герлі, Майлз і Джин ховаються в джунглях і підійшов до них. Він запитав, чи дійсно вони прибули з майбутнього. Герлі запевнив його, що це нісенітниця. Однак Чан став перевіряти його, запитуючи про рік народження, пройшовшій Корейській війні і президента США в даний час. Герлі не зміг правильно відповісти на питання і зізнався про те, що вони з майбутнього. Чан розуміє що Майлз справді його син, що Майлз в підсумку підтверджує. Тоді П'єр Чан вирішує, що людей дійсно необхідно евакуювати з Острова.
Він відправився в бараки, де побачив як Горацій катує Соєра і Джульєт. Чан розповів їм про свій намір зупинити буріння на станції Лебідь і евакуювати всіх з Острова. Радзинський, що знаходився там, сказав, що не в його компетенції скасовувати роботи на «Лебеді» і буріння продовжиться. На підводному ж човні починають збирати жінок і дітей. П'єр Чан розпорядився, щоб і його дружина з дитиною покинули Острів. Лара не була рада раптовому від'їзду, багато років потому вона розповіла Майлзу, що його батько покинув їх.
Після відправлення підводного човна, П'єр Чан відправився на споруджувану станцію «Лебідь», щоб все-таки спробувати зупинити буріння. Радзинський також прибув на станцію і розпорядився, щоб роботи тривали незважаючи ні на що. Коли бурова установка сильно нагрілася, Чан відключив її. Однак Радзинський негайно включив її знову зі словами, що у них достатньо води, щоб охолодити бурову установку при необхідності. Стурбований Чан продовжує стежити за бурінням і показниками механізмів, які показують якісь сплески енергії.
Незабаром на споруджувану станцію пробирається Джек з водневою бомбою. Люди Радзинського його помічають і починається перестрілка. На бік Джека встають Кейт, Джульєт, Майлз і Соєр. П'єр Чан також бере участь у перестрілці, схопивши пістолет Радзинського і погрожуючи йому. Після чого П'єр вирішив нарешті вимкнути бурову установку, але не зміг. Бур натрапив на скупчення енергії під землею і вийшов з-під контролю. Всі металеві предмети раптом стали притягуватися і утворився колодязь. Сама бурова установка спочатку почала деформуватися і стиснула руку Чана. Майлз, підбіг до батька, і допоміг йому вибратися. («Інцидент»)

## Після смерті
У житті після смерті Чан працює в музеї природознавства разом з Шарлоттою Льюїс. Він виступає на відкритті палеонтологічного відділу музею і вітає з трибуни мецената Герлі Реєса, який виділив для цього кошти. Чан називає його людиною року. Також він виступає на благодійному концерті свого музею і оголошує Деніела Відмора у супроводі групи «Shaft Drive».

## Цікаві факти
- Спочатку він був другорядним персонажем, проте Франсуа Шо був заявлений як член основного акторського складу в останній серії серіалу.